# کتیبه نادری
کتیبه نادری سنگ نوشته‌ای قدیمی، حک شده بر روی کوه است که روی آن به زبان ترکی اشعاری جهت مدح نادرشاه نوشته شده است. اشعار متعلق به گلبن افشار از شاعران دربار نادرشاه است. 
کتیبه نادری، به‌طور ویژه قسمتِ اصلیِ تلاشِ نادرشاه برای پیوند دادنِ خود با خاطرهٔ امیرتیمور است. نادر در سال‌های آخر عمر خود دستور حجاری این کتیبه بر مدخل دربند ارغون شاه را داد و در متن اشعار کتیبه، نادر نسب خود را به تیمور می‌رساند.

## مکان دقیق
این کتیبه در مدخل دربند ارغوان شاه در شهرستان کلات واقع است. فاصله این بنا تا برج ارغوان‌شاه حدود 100 متر و تا ورودی شهرستان کلات کمتر از 1 کیلومتر می‌باشد.
ارتفاع این بنا از سطح رودخانه بیش از 15 متر است به دلیل قرارگرفتن آن در کوه، نزدیک شدن به آن دشواراست. 
به دلیل ارتفاع بالای کتیبه، در حالت عادی متون و اشعار نوشته شده بر روی آن با چشم غیر مسلح قابل خواندن نیست.
همچنین این بنا به صورت یک سنگ نوشته داخل کوه بدون تغییر باقی مانده و در بعد از غروب آفتاب به دلیل تاریک شدن هوا و نبود لامپ، دیدن آن برای گردشگران سخت می‌باشد.

## ناتمام ماندن این بنا
در قسمت زیرین کتیبه احتمالا میخواسته اند مطالب دیگری حجاری کنند زیرا با کمی توجه معلوم می‌شود که این قسمت کتیبه نیز تراشیده شده و میخواسته اند در ادامه کتیبه بالایی، کتیبه دیگری اضافه کنند ولی به علت قتل نادر همچون برخی از قسمت‌های خود بنای عمارت خورشید نیمه تمام رها شده است.

## اشعار نوشته شده بر روی کتیبه
این کتیبه در حدود ۱۰۰ متری برج ارغوان شاه و در سینه کوه به دستور نادرشاه افشار به تاریخ ۱۱۵۵ هجری قمری با خط نستعلیق و در ۲۴ بیت در ارتفاع ۱۵ متر بالاتر از سطح زمین حجاری شد تا هر فردی که وارد شهر کلات می‌شد آن را بخواند.
شاعر این شعر گلبن افشار از شعرای دربار نادر است و مضمون شعر در مدح خدا و پیامبر اسلام و نادرشاه است. بیت اول فارسی و مابقی به زبان ترکی نوشته شده‌است.
این کتیبه شامل این ابیات است:
| ابتدا حمد خدای احد و فرد قدیم            |  | قادر لم یزل و عالم و دانا و حکیم |
| اوکی بوکون مکانی یارتوپ قدر تدن          |  | اوکی بوبحر و بری خلق ایدوب شوکتدن ترجمه:آن کسی که هر دو عالم را با قدرت خود آفرید – آن کسی که این دریا و خشکی را با شوکتش خلق کرد.                                                |
| ایکی عالمده اودوربنده لره یاور و یار     |  | حکمتندن نور بنده لره هر آثار ترجمه:او در هر دو عالم یار و یاور بنده هایش است - از نور حکمتش، برای بنده هایش همه آثارش دیده می شود.                                                |
| خلق عالم هامی محتاج دور بو درگاهه        |  | او ورب نور و ضیا کوکب و مهر و ماهه ترجمه:همه مردم عالم محتاج درگاه اویند. او نور داده است به مینا و مهر و ماه.                                                                    |
| حمد حق دن سوره الذی قلم نورافشان         |  | به ثناگستری ختم رسل فخر جهان ترجمه:بعد از ستایش خدا، قلم نور افشان شد - برای ستایش آخرین فرستاده و فخر جهان.                                                                      |
| بنی هاشم او احمد و محمود صفات            |  | کم خدادن اوله دائم که سلام و صلوات ترجمه:پیامبری از بنی هاشم که صفات او احمد و محمود است – کسی که برای خداست، دائم برای او سلام و صلوات بفرست.                                    |
| آل اصحابنه هم رحمت بسیار اوله            |  | اله حق یاوری هرکیم اولاره یاراوله ترجمه:بر آل و اصحاب او هم درود زیاد بفرست – حق، کسانی را که یار آن ها باشند یاری می کند .                                                       |
| حمد حق نعمت نبی دن سوره با صدق زبان      |  | فرض دور بنده لره مدح شهنشاه جهان ترجمه:با خلوص و نیت و صداقت، حق را ستایش و پیامبر را مدح کن - رواست که بنده ها ستایش شهنشاه جهان کنند.                                           |
| او شهنشاه فلک مرتبه چرخ سریر             |  | شاه نادر که آدی تک اونایوق مثل و نظیر ترجمه:آن شهنشاه صاحب تخت و سریر آسمانی – نادر شاه که نامش تک است و مانند و نظیر ندارد.                                                      |
| دیمک اولماز بو شهنشاه که اولا پیغمبر     |  | یا مقرب ملکی دور اولوب از نوع بشر ترجمه:نمی توان گفت که این شاه، پیامبر است یا یک فرشته مقرب از جنس بشر.                                                                          |
| لیک چون قدرت حق ظاهر اولوب بیش از پیش    |  | نظر حق اونا هرکیمه دیمه حق دیمیش ترجمه:لکن چون قدرت خدا بیش از پیش آشکار شد - نظر او شامل هر کس که حق گو باشد می شود.                                                             |
| نسب ایله شرف و فخر اجاق تیمور            |  | حسب ایله به جهان شاه شهان دور مشهور ترجمه:نسبش را بدان که از ایل شریف امیر تیمور است - شوکت و منزلت این ایل و شاه شاهان در جهان مشهور است.                                        |
| مصطفی خلقت و عیسی دم و یوسف طلعت         |  | بوعلی دانش و حاتم کف و لقمان حکمت ترجمه:اخلاق مصطفی، دم مسیحا و چهره یوسف دارد - علم ابوعلی سینا، بخشش حاتم و حکمت لقمان دارد.                                                    |
| قابلیت به اونا وردی خداوند کریم          |  | تاج و تخت شهی و عدل و کرم و خلق عظیم ترجمه:همه این نعمت ها را خداوند کریم به او داده و او قابلیت و شایستگی تمام این نعمت ها را دارد - تاج و تخت پادشاهی و عدل و کرم و اخلاق نیکو. |
| میر شرافت که دیم شاه شهان دور کامل       |  | مرحمتدن اونون الطاف خدا دور شامل ترجمه:تمام شرافت ها به صورت کامل به شاه شاهان داده شده است - مرحمتی بوده از الطاف بی پایان خداوند.                                               |
| اعتقاد بیور او شه پاکیزه نهاد            |  | باقلیمیش صدق خداونده ایده بو بیله یار ترجمه:آن شاه پاکیزه سرشت، به خداوند اعتقادی پاک و صادق دارد و با صداقت، امیدش را به خدا بسته و همیشه در ذکر و یاد خداست.                    |
| ایله گرمز بیله دولت به سپاه و شمشیر      |  | اوله بیلمز بیله اقبال به فضل و تدبیر ترجمه:این طور دولتی با سپاه و شمشیر به دست نمی آید - این طور اقبالی به فضل و تدبیر حاصل نمی شود.                                             |
| سن ویروپ سن اونا بو سلطنت و تخت و سپاه   |  | سن ویروپ سن اونا تاج و کمر و فر و کلاه ترجمه:تو دادی به او سلطنت و تخت و سپاه، تو دادی به او تاج و کمر و فر و کلاه.                                                               |
| دولتیم حافظی سن سنا دور امیدیم           |  | من سن باقلیمیشم صدق بودور تاییدیم ترجمه:حافظ دولتم تویی و امیدم به توست ، من از سر صداقت به تو دلبسته ام و این است علت تاییدم.                                                    |
| دولتیم منکرینی سن ایله خوار و ذلیل       |  | دشمنیم کورلوقنه یاور اول ای رب جلیل ترجمه:منکرین دولتم را تو خوار و ذلیل کرده ای، برای کوری چشم دشمنان، یاورم باش ای خداوند جلیل.                                                 |
| چون که صدقی بیله دور حقنه از روی یقین    |  | بو سببدن اونا الطاف خدا اولدی معین ترجمه:چون که صداقتش اینگونه و از روی یقین است - به همین دلیل ، الطاف خدا شامل حال او شد.                                                       |
| اَلِنی دوقده خداوند جهان قدر تن            |  | کامیاب ایتدی اونی معدلت و شوکتدن ترجمه:خدای جهان با قدرتش دستش را گرفت، او را با عدل و شوکتش کامیاب کرد.                                                                          |
| بخت و اقبال ایله هیچ کیم بیله اولمز باقی |  | گون کمی دولتنه عالم روشن طاقی ترجمه:بخت و اقبال اینطور برای هیچ کس باقی نخواهد ماند - چون مانند آفتاب بر دولتش و جهان می تابد.                                                    |
| شاخ گل نشو نما بولسه نم فیضندن           |  | که بو اشعار اولوپ مدح سرا گلبن دن ترجمه:رویش شاخ و گل در زمین از فیض و برکت اوست - این اشعار از قریحه مدیحه سرا گلبن است.                                                         |

## نگارخانه

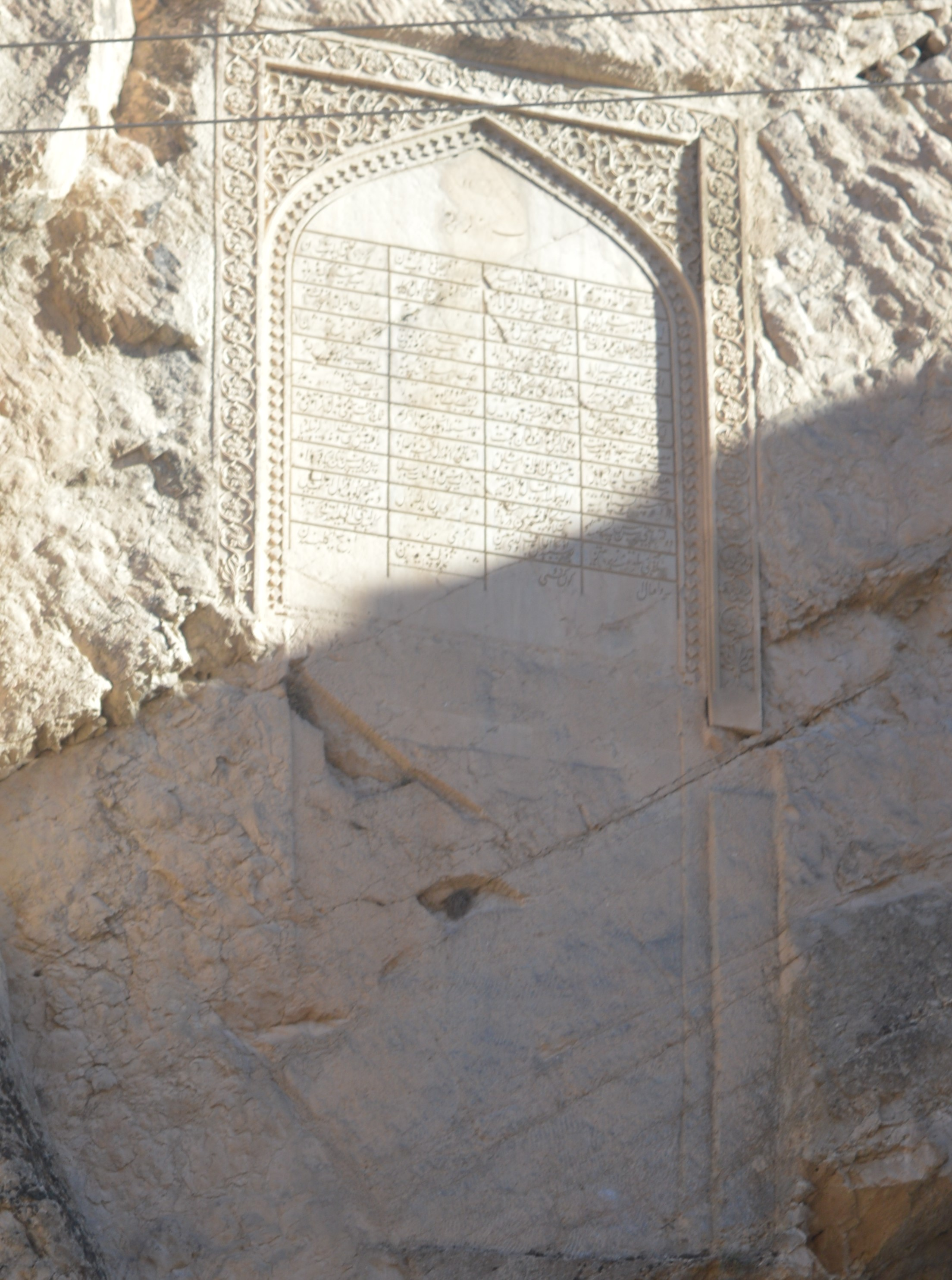
کتبیه نادرشاه (کتیبه نادری)
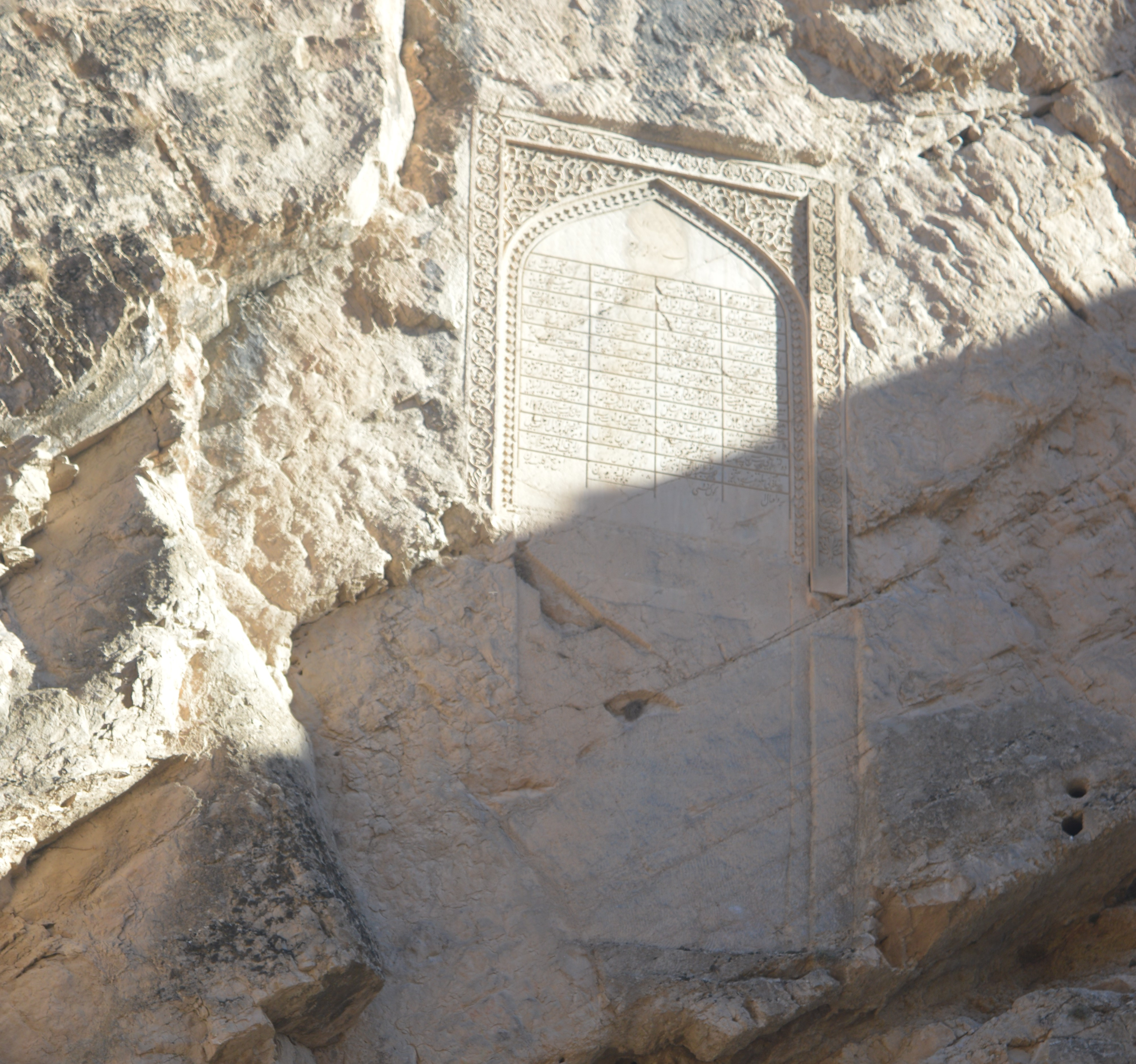
کتبیه نادرشاه (کتیبه نادری)
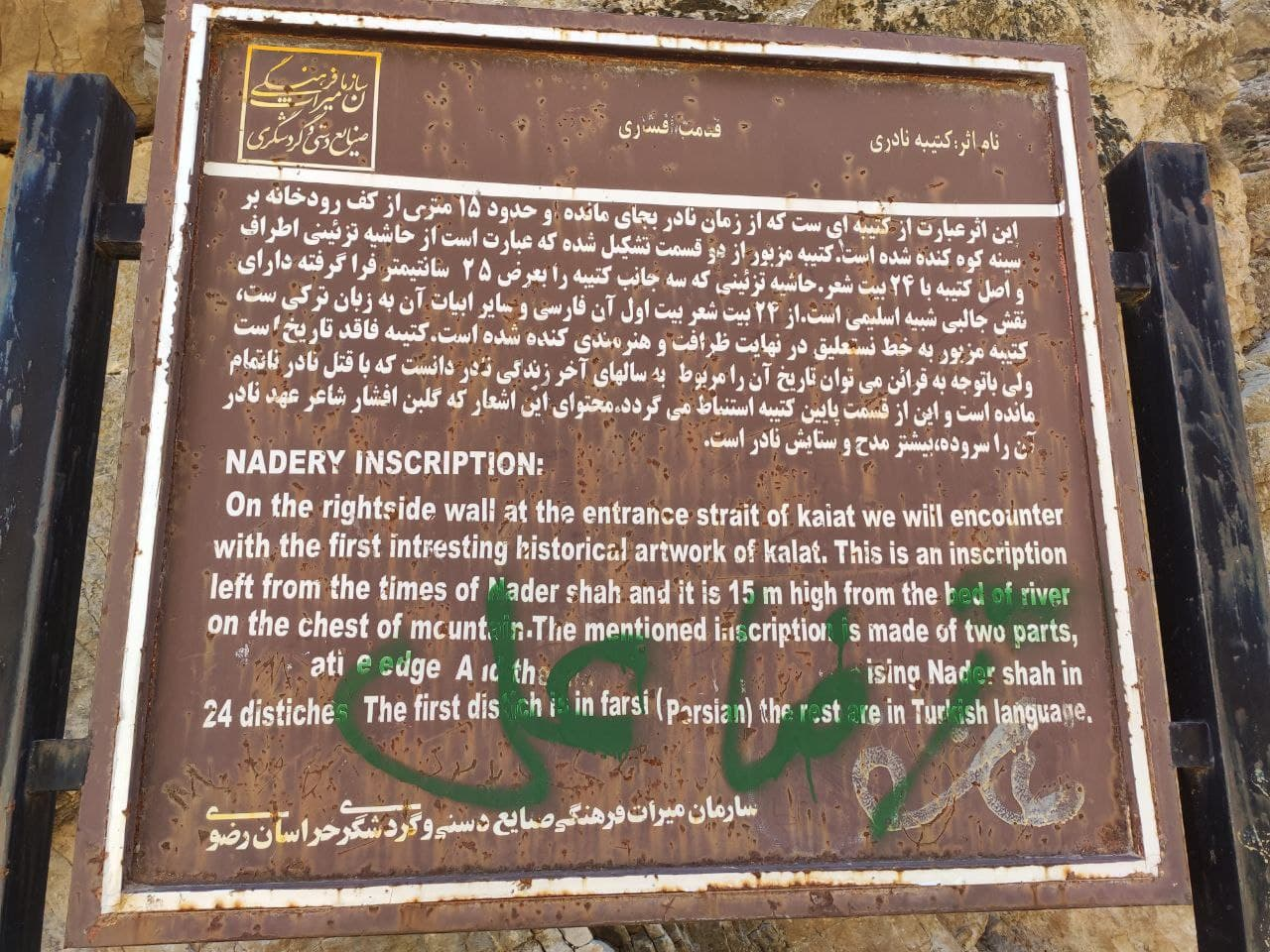
اطلاعات کتیبه نادری (سازمان میراث فرهنگی)
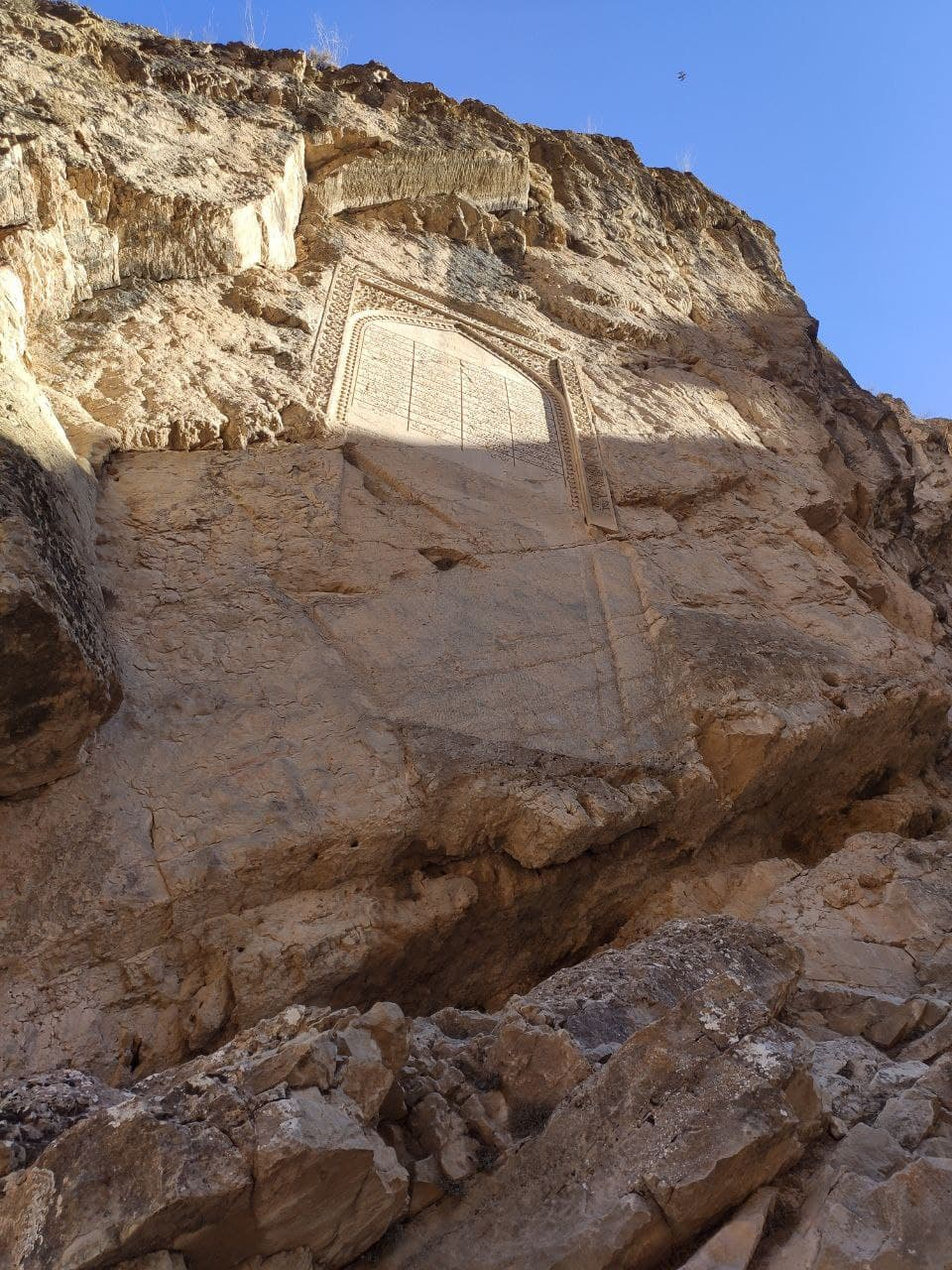
کتیبه نادری از فاصله دور